# Mariage orthodoxe
 (mars 2023).
Si vous disposez d'ouvrages ou d'articles de référence ou si vous connaissez des sites web de qualité traitant du thème abordé ici, merci de compléter l'article en donnant les références utiles à sa vérifiabilité et en les liant à la section « Notes et références ».
 (mars 2023).
 (mars 2023).
Le mariage, selon l'Eglise Orthodoxe, est un des sept sacrements chez celle-ci. Par le mariage, un homme et une femme sont unis devant Dieu, dans l'amour mutuel, afin de vivre la vie commune de la famille chrétienne. Le mariage chrétien est indissoluble, pour toute la vie, comme Jésus Christ le dit dans son Évangile (Mathieu 5, 31-32 et Mathieu 19, 3-12). 

## L'union dans le Saint Mariage
La vie maritale n'est pas moins que la vie monastique, une vocation spécifique, requérant un don particulier, ou charisme, du Saint Esprit, don octroyé dans le Saint Sacrement du Mariage. Le mystère Trinitaire de l'unité dans la diversité s'applique à la doctrine du mariage, comme il le fait pour l'Église : une communion sans fusion, respectant la différence des personnes. La famille créée par ce Sacrement est une petite église.
L'Église Orthodoxe enseigne que l'homme est créé à l'image de la Trinité, et que Dieu ne l'a pas voulu vivant seul, mais en famille, sauf dans des cas spéciaux. À l'image de Dieu bénissant la première famille, commandant à Adam et Ève de porter du fruit et de se multiplier, l'Église donne à présent sa bénédiction pour l'union d'un homme avec une femme. Le Sacrement du mariage Chrétien, dans l'Église, donne à un homme et à une femme la possibilité de devenir un seul esprit et une seule chair d'une manière qu'aucun amour humain ne pourrait réaliser. Le Saint Esprit est donné de sorte que ce qui a été commencé sur terre s'accomplisse et continue de manière plus parfaite dans le Royaume de Dieu.

### Le sacrement
Le mariage est un sacrement et non la simple bénédiction d'une union, encore moins la simple reconnaissance formelle, « officielle » d'une union déjà préexistante. Ceci montre la spécificité du mariage à l'égard des autres actes de la vie quotidienne, pour lesquels nous avons toujours besoin d'une bénédiction et d'une aide spirituelle. « Car un sacrement (...) implique nécessairement l'idée d'une transformation, se réfère à l'évènement ultime de la mort et de la résurrection du Christ, est toujours un sacrement du Royaume ». Le fait que le mariage soit un sacrement, montre que l'Église y voit l'un de ces actes par lesquels Dieu nous transforme, nous aide à participer de sa nature divine. Le mariage à l'Église ne signifie donc pas le simple engagement à respecter un ensemble de règles sur la manière de bien gérer, raisonnablement, une vie de couple (morale sexuelle, épargne, etc.), mais plus profondément la participation, la réception d'une grâce donnée par Dieu.
Sans cette grâce, « le mariage, comme tout le reste dans ce monde, est un mariage déchu et dévié, et (...) il a besoin, non point d'être bénit et "solennisé" - après répétition de la cérémonie et avec l'aide du photographe - mais d'être restauré. De plus, cette restauration est dans le Christ, ce qui veut dire, dans sa vie, sa mort, sa résurrection, son ascension, dans l'inauguration pentecostale du "nouvel éon", dans l'Église comme le sacrement de tout ceci. Finalement, cette restauration transcende infiniment l'idée de la famille chrétienne et confère au mariage ses dimensions cosmiques et universelles ».
Selon ce point de vue, le mariage ne concerne pas seulement ceux qui se marient, mais engage aussi l'Église, et concerne par elle le monde entier.

### Le modèle de l'amour conjugal: Christ et l'Église
Dans l'Ancien Testament déjà, la relation entre Dieu et Israël est exprimé dans les termes de l'amour conjugal. Dans l'Épître aux Éphésiens (5, 22-32), saint Paul affirme la correspondance entre l'union dans le mariage de l'homme et de la femme en une seule chair, et le grand mystère de l'union du Christ à son Église :  "Maris, aimez vos femmes, comme Christ a aimé l’Église, et s’est livré lui-même pour elle, afin de la sanctifier par la parole, après l’avoir purifiée par le baptême d’eau, afin de faire paraître devant lui cette Église glorieuse, sans tache, ni ride, ni rien de semblable, mais sainte et irrépréhensible. C’est ainsi que les maris doivent aimer leurs femmes comme leurs propres corps. Celui qui aime sa femme s’aime lui-même. Car jamais personne n’a haï sa propre chair ; mais il la nourrit et en prend soin, comme Christ le fait pour l’Église, parce que nous sommes membres de son corps. C’est pourquoi l’homme quittera son père et sa mère, et s’attachera à sa femme, et les deux deviendront une seule chair. Ce mystère est grand ; je dis cela par rapport à Christ et à l’Église. Du reste, que chacun de vous aime sa femme comme lui-même, et que la femme respecte son mari."
L'amour conjugal est un reflet de cet amour du Christ pour l'Église, cela signifie selon une échelle de degré : 
- 1) nous pouvons entrevoir concrètement cet amour du Christ pour l'Église d'après notre expérience de la vie conjugale
- 2) mais surtout notre amour conjugal doit être compris à la mesure de l'amour du Christ et doit le prendre comme modèle
- 3) tout amour, s'il veut se réaliser, demeurer véridique, doit s'enraciner, prendre source dans l'amour du Christ.

Le monde, restauré dans l'Église, est destiné à devenir l'épouse de Dieu ; restauration permise par Marie, la Mère de Dieu. La vocation du mariage concerne le monde et l'Église, car elle concerne la vocation du monde et de l'Église, de tout chrétien : suivre le Christ.

### Fondements bibliques
La présence du Christ aux Noces de Cana, où il fit son premier miracle, dans l'Évangile selon saint Jean, est interprété par l'Église orthodoxe comme le signe manifeste, non seulement que le mariage est en accord avec la volonté de Dieu (au contraire de ce qu'ont pu affirmer certains courants gnostiques, par exemple), mais qu'il est l'objet d'une bénédiction spéciale de sa part.
Le fondement de l'union conjugale est notamment donnée par Saint Paul dans l'Épître aux Éphésiens, selon l'amour du Christ pour l'Église (5, 31-32) : « C’est pourquoi l’homme quittera son père et sa mère, et s’attachera à sa femme, et les deux deviendront une seule chair. Ce mystère est grand ; je dis cela par rapport à Christ et à l’Église. »

### La danse d'Isaïe
Õ Isaie réjouis, or la Vierge eut en seine & enfanta le fils Emmanuel !
Le Dieu & l'homme, dont Est le nom
& lequel en magnifiant, faisons la Vierge bien heureuse!

## Office du Mariage
Pour le chrétien orthodoxe, l'office du mariage est la reconnaissance officielle par l'Église de l'unité du couple, une image créée de l'amour de Dieu, qui est éternelle, unique, indivisible et sans fin. L'Église ancienne reconnaissait simplement l'expression d'amour mutuel du couple dans l'Église, et leur union était bénie par leur participation mutuelle à la Sainte Eucharistie. Il est interdit à un couple vivant en concubinage de venir communier à la Sainte Eucharistie ; mais si cela devait se produire, ils seront alors considérés par l'Église Orthodoxe comme engagés devant Dieu, et devront au plus tôt recevoir le sacrement du mariage.
Lorsque l'Office du mariage s'est développé dans l'Église, il fut modelé d'après les Offices de Baptême et de Chrismation. On s'y adresse au couple de la même manière qu'à la personne individuelle dans le Baptême. Ils confessent leur Foi et leur amour de Dieu. Ils sont introduits dans l'église en procession. On prie sur eux et on les bénit. Ils écoutent la Parole de Dieu.
L'Office ne comporte ni vœux ni serments. En essence, il est le "baptême et la confirmation" de l'amour humain par Dieu en Christ dans le Saint Esprit. Il est la déification de l'amour humain dans la divine perfection et l'unité du Royaume éternel de Dieu, tel que révélé et donné à l'homme en l'Église. Il n'y a pas de "légalisme" dans le Sacrement Orthodoxe du mariage. Ce n'est pas un contrat juridique, c'est un lien spirituel.
La cérémonie du mariage est divisée en 2 parties, auparavant elles avaient lieu séparément, mais à présent [en Amérique] elles sont célébrées ensemble.

### L'Office des Fiançailles
Lors de l'Office des Fiançailles, l'élément central de la cérémonie, c'est la bénédiction et l'échange des alliances. Les anneaux sont bénis par le prêtre au Nom du Père, du Fils et du Saint Esprit. Le couple échange alors les alliances, prenant l'anneau de la fiancée et le plaçant au doigt du fiancé et vice-versa. Ensuite ils se les échangent à nouveau, symbolisant que chaque époux sera constamment complémentaire et enrichissant l'autre par l'union. C'est aussi un symbole extérieur qu'ils s'unissent dans le mariage de leur propre volonté et libre consentement. C'est célébré dans le vestibule (narthex) de l'église, avant la procession d'entrée dans la nef de l'église.

### L'Office du Couronnement
La deuxième partie est la cérémonie du Couronnement, dans laquelle la tête des époux est couronnée par le prêtre, devant les Évangiles. Dans la tradition russe, les couronnes sont en or ou en argent, alors que la tradition grecque utilise des couronnes de feuilles et de fleurs.
Les couronnes sont des couronnes de joie, mais aussi des couronnes de martyre, car le mariage implique le sacrifice de soi accompli par chaque partie.
À la fin de la célébration, le couple nouvellement marié boit de la même coupe de vin. Cette coupe commune est un symbole du fait qu'à partir de ce moment-là, ils feront vie commune. Cela rappelle aussi le miracle à la fête des noces à Cana en Galilée.

## Mariages mixtes
Le sacrement chrétien du mariage ne saurait être donné qu'à ceux qui appartiennent à l'Église ; à savoir uniquement pour les baptisés communiants.

## Veuves et veufs
La tradition Orthodoxe Chrétienne encourage veuves et veufs à rester fidèles à leur défunt conjoint, car il est mort à ce monde mais vivant en Christ.

## Divorce
L'orthodoxie regarde le lien du mariage comme étant indissoluble, et elle condamne la rupture de mariage comme étant un péché et un mal. L'Église orthodoxe permet le divorce et le remariage, par exception, une concession nécessaire au péché humain. Tout en condamnant le péché, l'Église désire aider les pécheurs et leur accorder une autre chance, dans un acte d'oikonomia. Lorsqu'un mariage a entièrement cessé d'exister dans les faits, l'Église orthodoxe regarde la réalité en face avec philanthropie, bienveillance et amour.

### Fondements bibliques interdisant le divorce
Il a été dit d’autre part : « Quiconque répudiera sa femme, qu’il lui remette un acte de divorce. Eh bien moi je vous dis : Tout homme qui répudie sa femme, hormis le cas d’infidélité, l’expose à devenir adultère ; et quiconque épouse une femme répudiée commet un adultère. » (Matthieu 5, 31-32)
« Des Pharisiens s’approchèrent de lui et lui dirent, pour le mettre à l’épreuve : « Est-il permis de répudier sa femme pour n’importe quel motif ? » Il répondit : « N’avez-vous pas lu que le Créateur, dès l’origine, les fit homme et femme, et qu’il a dit : Ainsi donc l’homme quittera son père et sa mère pour s’attacher à sa femme, et les deux ne feront qu’une seule chair ? Ainsi ils ne sont plus deux, mais une seule chair. Eh bien ce que Dieu a uni, l’homme ne doit point le séparer. » - « Pourquoi donc, lui disent-ils, Moïse a-t-il prescrit de donner un acte de divorce quand on répudie ? » - « C’est, leur dit-il, en raison de votre dureté de cœur que Moïse vous a permis de répudier vos femmes mais dès l’origine il n’en fut pas ainsi. Or je vous le dit : Quiconque répudie sa femme — pas pour prostitution — et en épouse une autre, commet un adultère. » 
Les disciples lui disent : « Si telle est la condition de l’homme envers la femme, il n’est pas expédient de se marier. » Il leur dit : " Tous ne comprennent pas ce langage, mais ceux-là à qui c’est donné. Il y a, en effet, des eunuques qui sont nés ainsi du sein de leur mère, il y a des eunuques qui le sont devenus par l’action des hommes, et il y a des eunuques qui se sont eux-mêmes rendus tels à cause du Royaume des Cieux. Qui peut comprendre, qu’il comprenne. » (Matthieu 19, 3-12)

## Second mariage
L'Église orthodoxe enseigne qu'une seconde union matrimoniale ne saurait jamais être identique à la première. Dans l'Office de célébration d'un remariage, certains des éléments joyeux sont omis et remplacés par des prières pénitentielles.

## Vie de famille
- "Raising Children With Christ, Compassion, and Commitment", par le p. Peter E. Gillquist (Again Magazine and Beliefnet)

## Liens
- Saint Materne